# Дицикломин
Дицикломин (англ. Dicyclomine, также дицикловерин) — спазмолитик, применяемый в медицинских целях при синдроме раздражённого кишечника, антихолинергетик (третичный амин), блокирующий мускариновые рецепторы. Химическая формула — C19H35NO2. Белый кристаллический порошок, практически без запаха, горького вкуса. Растворим в воде, легко растворим в этаноле, хлороформе, очень незначительно растворим в эфире. Молекулярная масса — 309,499.
Дицикловерин был впервые синтезирован в Соединенных Штатах Америки в 1945 году.

## Фармакология
Фармакологическое действие — холинолитическое, миотропное, спазмолитическое. Дицикломин используется для лечения кишечных заболеваний — гиперподвижности, синдрома раздражённого кишечника, — кроме того, используется при изучении глазного дна.
Исследуется его эффективность в качестве препарата против недержания мочи.

### Дозировка
- Перорально: Начальная доза 80 мг/день (4 равные дозы), доводится до 160 мг/день.
- Внутримышечно: 20 мг 4 раза в день.
- Внутривенно: Не используется.

## Предупреждения
Дицикловерин не рекомендуется применять при грудном вскармливании. Проявлять осторожность после применения лекарства при работах с транспортными средствами и опасными механизмами. Законодательно запрещено использование дицикловерина при лечении колик у детей до 6 месяцев в Новой Зеландии и Норвегии.

## Злоупотребление дицикловерином
Редко поступали сообщения о злоупотреблении дицикловерином. Дицикловерин является антагонистом сигма-1 и 5-HT2A рецепторов, хотя его сродство к этим мишеням примерно от одной пятой до одной десятой меньше, чем его сродство к М1 и М4 холинорецепторам (его клинические цели). Это также относительно неполярный третичный амин, способный преодолевать гематоэнцефалический барьер, приводя к делирию в высоких концентрациях.

## Торговые марки
В Америке продается под торговыми марками Bentyl, Byclomine, Dibent, Di-Spaz, Dilomine.
В Великобритании продается под торговыми марками Merbentyl (содержащего 10 мг dicycloverine) и Merbentyl 20 (содержащего 20 мг dicycloverine).
На рынке Украины дицикломин представлен в виде дицикломина гидрохлорида, который в дозировке 20 мг входит в состав следующих комбинированых препаратов: Сиган, Ниган, Оксиган, Циклопар, Спазмолекс, Комбиспазм, Алит (Нимесулид), Триган-Д. В большинстве вышеперечисленных препаратов дицикломина гидрохлорид комбинируется с ингибитором циклооксигеназы нимесулидом. Таким образом, по состоянию на 2011 год, на рынке Украины дицикломин, как препарат, в чистом виде не представлен.
В России представлен только в двух препаратах: Триган-Д и Долоспа Табс, в виде таблеток, содержащих 500 мг парацетамола и 20 мг самого вещества. Изредка встречается в виде ампул.